# Festival židovské kultury v Krakově
Festival židovské kultury v Krakově (polsky Festiwal Kultury Żydowskiej w Krakowie, v jidiš יירשער קולטור – פעסטיוואל אין קראָקע) je pravidelná akce, která se koná v polském městě Krakově. Festival založil v roce 1988 Janusz Makuch a koná se po devět dní na přelomu června a července. Nejvíce vystoupení se odehrává v Kazimierzi, kde před druhou světovou válkou tvořili Židé většinu obyvatel. Jde o největší akci svého druhu na světě, každého ročníku se zúčastní okolo třiceti tisíc návštěvníků. Na financování festivalu se podílí polské ministerstvo kultury, město Krakov, izraelské velvyslanectví v Polsku i soukromí sponzoři.  
Cílem festivalu je představit tradiční i novodobou židovskou kulturu. Pořádají se přednášky, výstavy, koncerty, divadelní představení a projekce filmů, pro veřejnost jsou otevřeny krakovské synagogy. Součástí programu jsou také komentované prohlídky Krakovského ghetta a kurzy židovské kuchyně, kaligrafie i vystřihovánek. Každý ročník má také zastřešující téma, např. v letech 2019 až 2022 byl festival věnován jednomu za čtyř základních živlů. Vystupují hudebníci věnující se klezmeru, chasidským písním i představitelé avantgardního amerického hnutí Radical Jewish Culture jako Frank London. Vyvrcholením festivalu je sedmihodinový koncert Szalom na Szerokiej, který živě přenáší televize TVP2.